# Lycodes caudimaculatus
Lycodes caudimaculatus är en fiskart som beskrevs av Matsubara, 1936. Lycodes caudimaculatus ingår i släktet Lycodes och familjen tånglakefiskar. Inga underarter finns listade i Catalogue of Life.